# Podtynie
Podtynie est une localité polonaise de la gmina et du powiat de Kłodzko en voïvodie de Basse-Silésie.